# ایستگاه متروی غدیر (شیراز)
ایستگاه غدیر شانزدهمین ایستگاه خط ۱ متروی شیراز است. این ایستگاه در بلوار مدرس ابتدای خیابان فضل‌آباد و در نزدیکی به پل غدیر واقع شده‌است. ضلع شمالی این ایستگاه در محدوده شهرداری منطقه سه و ضلع جنوبی آن در محدوده شهرداری منطقه دو قرار دارد. این ایستگاه با مساحت ۵۹۹۰ مترمربع و عمق ۱۴/۰۴ متر از نوع عمیق (۲طبقه)، سکو جزیره‌ای دارای ۴ دروازه ورودی، خروجی است. ایستگاه غدیر در فاز دوم خط ۱ متروی شیراز در سال ۱۳۹۶ توسط مسئولان شهری و استانی افتتاح شد.

## مسیرهای ایستگاه
- بلوار مدرس
- خیابان فضل آباد

## محله‌های ایستگاه
- فضل آباد
- هرمزگان
- شهرک پرواز
- مدرسه بعثت
- دانشگاه صنعتی شیراز